# Variations concertantes sur un air suisse
Les Variations concertantes sur un air suisse sont une suite de thème et variations pour violon et piano composées par Louise Farrenc.

## Historique
Louise Farrenc compose ses Variations concertantes sur un air suisse en 1835. L'œuvre est éditée en 1836.

## Structure
L'œuvre se structure en huit mouvements :
1. Introduzione – Andante maestoso
2. Tema – Andante
3. Variation I – Piu Mosso
4. Variation II
5. Variation II Bis – Espressivo
6. Variation III – Brillante
7. Variation IV – Andante sostenuto
8. Finale – Vivace

## Discographie
- Louise Farrenc: L'œuvre pour violon et piano, avec Gaëtane Prouvost (violon) et Laurent Cabasso (piano), Continuo Classics 1512037, 2007.
- Louise Farrenc: Piano Trios 2 & 4, Variations concertantes, Sonata op.37, Linos Ensemble, CPO 555 538-2, 2023[1].